# ذا لندن بيبر
صحيفة أوراق لندن (بالإنكليزية:The London Paper) هي صحيفة مسائية بريطانية صدر العدد الأول منها في يوم الاثنين الرابع من سبتمبر 2006، توزع مجانا.

## وصلات خارجية
The London Paper